# داش‌بلاغ (شهرستان بازارقرغون)
داش‌بلاغ (به لاتین: Tash-Bulak) یک روستا در قرقیزستان است که در شهرستان بازارقرغون واقع شده‌است. داش‌بلاغ ۴۶۷ نفر جمعیت دارد و ۱٬۲۷۳ متر بالاتر از سطح دریا واقع شده‌است.